# ماریو فان بارله
ماریو فان بارله (هلندی: Mario van Baarle؛ زادهٔ ۲۴ اکتبر ۱۹۶۵) دوچرخه‌سوار اهل هلند است.